# Ясное (Кировоградская область)
Ясное (укр. Ясне) — село в Голованевской поселковой общине Голованевского района Кировоградской области Украины.
Население по переписи 2001 года составляло 48 человек. Почтовый индекс — 26526. Телефонный код — 5252. Код КОАТУУ — 3521480802.